# Tate megye
Tate megye az Amerikai Egyesült Államokban, azon belül Mississippi államban található. Megyeszékhelye és legnagyobb városa Senatobia. Lakosainak száma 28 064 fő (2020. április 1.). Tate megye DeSoto, Panola, Marshall, Lafayette és Tunica megyékkel határos.

## Népesség
A megye népességének változása:
| Lakosok száma | 28 996 | 28 748 | 28 499 | 28 373 | 28 296 | 28 064 |
|               | 2010   | 2011   | 2012   | 2013   | 2015   | 2020   |